# 和平西路
和平西路，為台北市的重要幹道之一，為東西向道路，共有三段。羅斯福路為分界，以東為和平東路，以西則為和平西路，設有捷運古亭站。東接和平東路，西接華江橋，和平西路二段部分(中華路二段到艋舺大道）、和平西路三段全線也屬於省道台三線一部分。

## 行經行政區域
（由東至西）
- 中正區：一段、二段
- 萬華區：三段

## 歷史
和平西路沿線在先民入墾時因地勢較高，因此沿線聚居的村落皆以「崁」為名，三段昔時為「下崁庄」。初闢於清朝，當時稱為中石路。和平西路三段與二段本以鐵路區隔，爾後成為萬華區和中正區區界。

## 分段
和平西路共分三段。

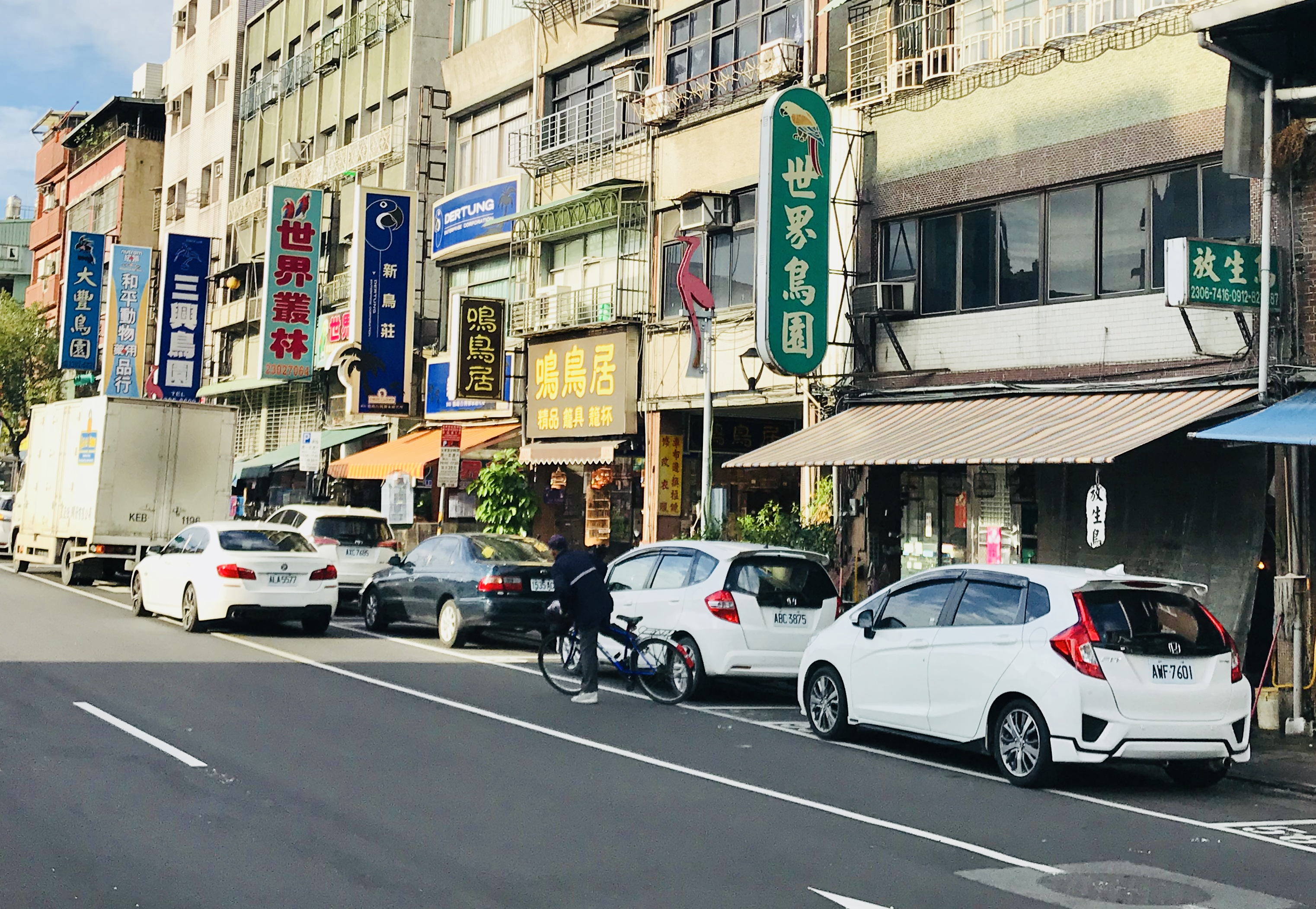
和平西路三段南寧路與艋舺大道間長約200公尺的路段為台北鳥店街

- 一段：東於羅斯福路與和平東路一段相接，西於泉州街接和平西路二段。
- 二段：東於泉州街與和平西路一段相接，西於艋舺大道與和平西路三段相接。
- 三段：東於艋舺大道與和平西路二段相接，西接華江橋，昆明街到西園路一段有自行車道。

## 沿線設施（由東至西）
| | |
| - 一段 - 捷運古亭站（8號出口） - 台北歌德學院（20號12樓） - 南昌公園（位於南昌路二段與和平西路一段口） - 台北市公共自行車租賃系統南昌公園站 - 臺北市道路管線暨資訊中心(59號1樓) - 國立台北教育大學創新育成中心(90號) - 螢橋公園 - 中國青年創業協會總會（150號） - 二段 - 龍口郵局（68號） - 台北植物園（正門位於南海路53號） - 臺北市立建國高級中學（正門位於南海路56號） - 臺北市國語實驗國民小學（正門位於南海路58號） - 連江縣政府駐台辦事處（72號） - 馬祖酒廠台北營業處（72號） - 和平辦公大樓（100號） - 農業部林業及自然保育署航測及遙測分署 - 財團法人中央畜產會(5樓) - 農業部漁業署(6樓) - 農業部動植物防疫檢疫署(9樓) - 台北市公共自行車租賃系統植物園站（100號前） | - 三段 - 臺北市政府警察局萬華分局康定路派出所（112號） - 台北市萬華區行政中心（120號） - 台北市萬華區公所 - 台北市萬華區戶政事務所 - 台北市建成地政事務所 - 台北市稅捐稽徵處萬華分處 - 龍山商場 - 艋舺公園 - 艋舺公園地下停車場 - 龍山寺地下街 - 台北鳥店街 - 捷運龍山寺站（3號出口）、（2號出口）、（1號出口） - 台北市公共自行車租賃系統捷運龍山寺站[1號出口] - 臺北市萬華區龍山國民小學（235號） - 台北市公共自行車租賃系統龍山國小站 - 時報文化（240號） - 華江整建住宅 - 華江橋郵局（310號） - 華江橋 - 華江雁鴨公園 |